# Belz (Bretanya)
Belz (en bretó Belz) és un municipi francès, situat a la regió de Bretanya, al departament d'Ar Mor-Bihan. L'any 2006 tenia 3.422 habitants.

## Demografia
| 1962                                       | 1968  | 1975  | 1982  | 1990  | 1999  |  |
| ------------------------------------------ | ----- | ----- | ----- | ----- | ----- |  |
| 3.179                                      | 3.353 | 3.398 | 3,398 | 3.372 | 3.289 |  |
| Des de 1962: població sense dobles comptes |       |       |       |       |       |  |

## Administració
| Període   | Identitat            | Partit |
| --------- | -------------------- | ------ |
| 1995-2001 | Elie Rio             |        |
| 2001-2008 | Gérard Le Tréquesser |        |
| 2008-     | Bruno Goasmat        |        |